# Aya Sueki
Aya Sueki（あや すえき）は、日本のシンガーソングライター、作詞家、作曲家、編曲家。東京都出身。本名：末木文。

## 来歴
高校卒業後、劇団木山事務所に役者として在籍し、本公演に数本出演。その後、シンガーソングライターとしての活動に専念。
2000年、マキシアルバム『aya Sueki』をリリース。全曲とも自身で作詞、作曲、アレンジ、プロデュースを手がける。同時期より、振付稼業air:manと共にclub asia,Vuenosを拠点にライブ、テレビ等の活動を行う。
2008年の「avex STARZ AUDITION2008」ではクリエーター部門で優秀賞を受賞し、現在はライブ活動と共にアーチストへの楽曲提供・コーラス、歌唱指導を行う。

## ディスコグラフィ

### CD
- aya Sueki
  - 「aya Sueki」（Twenty Label)(全曲、作詞・作曲・編曲・プロデュース)
  - 「DAWN」(ARTROID RECORDS)リリース(全曲、作詞・作曲・編曲・プロデュース)

### 参加CD
- Bossa Voyage
  - 「Bossa Voyage vol.6」（STAND OUT RECORD）
  - 「Bossa Voyage vol.7」（STAND OUT RECORD）

- PP-ピアニッシモ
  - 「PP -ピアニッシモ- 操リ人形ノ輪舞」(Innocent Grey)

- Little Wing Works
  - 「Little Wing Works Best-Thanksgiving」

- STARZ FILE
  - 「STARZ FILE vol.3」(avex) リミックス作品収録

### フィーチャリングボーカル
- ENBULL
  - 「A RIVAL IN LOVE」（RUFF&RUGGED RECORD）
  - 「TEARS AND SOUVENIRS」（ARTIMAGE RECORD)

- 田中雄一郎
  - 「I LOVE YOU」(BBMC RECORD)

### コーラス(アレンジ含む)
- 小柳ゆき 「SUNRISE」、「GATE4」、「Rock with me！」他
- 欧陽菲菲 「Shinin' Forever」
- RIKI 「LOVEマシーン-RIKIバージョン-」
- Heartsdales

その他多数

### 楽曲制作（作編曲）
- 香瑠鼓 振付家 香瑠鼓ソロ公演「LENA」(青山スパイラルホール)全曲
- ポンキッキーズ21 フジテレビ・ポンキッキーズ21「爆チュー問題のクリスマスパーティー」
- 大阪芸術大学公演 (演劇) 『トロイアの女」
- 小柳ゆき
  - 「GATE4」（WARNER MUSIC JAPAN）
  - 「Rock With Me」（WARNER MUSIC JAPAN）
  - 「SUNRISE」(NHK 柳生十兵衛-七番勝負-主題歌)（WARNER MUSIC JAPAN）
- 木山事務所 (演劇) 「やってきたゴドー」
- HotchPotchi
  - 「東京あわてんボーイズ」（UNIVERSAL）
  - 「こんにちワンからワンツースリー」（UNIVERSAL）
  - 「ワンパラダイス」（UNIVERSAL）
- YORK
  - 「Birthday Song」/Album「KEY OF LIFE」(Village Again)

### テレビ出演
- ポンキッキーズ21（フジテレビ）
- おまたせ!!ラグ定食（フジテレビ）レギュラー
- 爆チュー問題のクリスマスパーティー（フジテレビ）レギュラー
- たけしの誰でもピカソ（テレビ東京）

### テレビCM出演
- サッポロビール 黒ラベル生
- ドリームジャンボ宝くじ
- サマージャンボ宝くじ

### 演劇
- 落葉日記（木山事務所）※文化庁芸術祭（演劇部門）参加作品
- 私の下町（木山事務所）※読売文学賞（戯曲シナリオ部門）受賞作品

### ライブ活動
2000年よりclub asia, Vuenos 等で aya Sueki feat.air:manとして活動開始。ソロとしてもR&B、JAZZライブを行う。
- ユネスコスーパーチャリティーライブin武道館『LAVELA2002SPECIAL』
- 『インターナショナルHIPHOPチャンピオンシップ』
- US.ARMY SAGAMI DEPOP,US.AIRFORCE TAMA LODGE
- ライブwithノーキー・エドワーズ(ベンチャーズ)in 赤坂EL CAMINO
- club asia　「Our Life」　aya Sueki単独ライブ/イベント主催
- club asia　「Main Dish」　ダンス&ライブイベント主催